# Ácido isovanílico
Ácido isovanílico ou ácido 3-hidroxi-4-metoxibenzoico é um composto químico orgânico pertencente ao grupo dos ácidos fenólicos. A substância é derivada estruturalmente tanto do ácido benzóico como a partir do guaiacol (o-metoxifenol). É um isômero da vanilina, a partir do qual difere apenas pelas posições do grupo metoxi e do grupo hidroxila, apresentando a inversão dos grupos entre a posição 4 e a posição 3. A isovanilina pode ser oxidado enzimaticamente a ácido isovanílico.